# Muhammad V de Kelantan
O Sultão Muhammad V (Kota Bharu, 6 de outubro de 1969) é um nobre malaio que foi Yang di-Pertuan Agong da Malásia e é o atual Sultão de Kelantan. Ele foi proclamado como Sultão de Kelantan em 13 de setembro de 2010, sucedendo ao seu pai, Ismail Petra de Kelantan, que foi considerado incapacitado em virtude de sua saúde. Ele foi proclamado como Yang di-Pertuan Agong (Rei da Malásia) em 13 de dezembro de 2016.
É casado, desde 2010, com Nur Diana Petra Abdullah, que tem o título de Sultana, mas já teve também outras duas esposas, incluindo a russa Rihana Oksana Petra, com quem protagonizou um divórcio que ganhou as manchetes mundiais. 
Abdicou ao Trono da Malásia em 6 de janeiro de 2019.

## Biografia
Muhammad V é o filho mais velho de Ismail Petra, Sultão de Kelantan entre 1979 a 2010 e Tengku Anis Binti Tengku Abdul Hamid. Aos 16 anos, tornou-se príncipe herdeiro (Tengku Mahkota de Kelantanem) em 6 outubro de 1985.
Formou-se em diplomacia na Faculdade de St Cross da Universidade de Oxford em 1991.
Foi casado três vezes e tem um filho.

## Reinado
Em 13 de setembro de 2010 foi proclamado como Sultão de Kelantan, de acordo com a Constituição do Estado. Ele ascendeu ao trono com o nome de Muhammad V, no entanto, seu pai, o ex-Sultão Ismail Petra, pediu ao Tribunal Federal para declarar como inconstitucional a sua nomeação.
Em 13 de dezembro de 2011 ele tornou-se vice-rei da Malásia  e em 14 de outubro de 2016 foi eleito o novo rei da Malásia (Yang di-Pertuan Agong) pelo conselho real e assumiu o cargo em 13 de dezembro, sendo coroado em 24 de abril de 2017.

## Abdicação
Muhammad renunciou no dia 6 de janeiro de 2019 como Yang di-Pertuan Agong.

## Vida pessoal

### Casamentos
- Zubaidah binti Tengku Norudin (nascida Kangsadal Pipitpakdee), de 2004 a 2007
- Nur Diana Petra Abdullah (nascida Yana Yakoubka), de 2010 a atualmente [2]
- Rihana Oksana Petra (nascida Oksana Voevodina), de 2018 a 2019

Muhammad tem um filho, nascido em 21 de maio de 2019 e chamado Tengku Ismail Leon Petra, com Rihana Oksana.
Segundo o jornal malaio New Straits Times em 17 de julho de 2019, o Sultão se divorciou de Rihana através do "talaq baayin", uma cerimônia muçulmana na qual o homem diz três vezes a palavra "talaq" (talaq = divórcio) para estar divorciado. Rihana, que já estava de volta à Rússia, não esteve presente durante o rito. "Foi um divórcio unilateral", escreveu a revista Vanitatis em 18 de julho de 2019. "